# De magdeburgske halvkugler
De magdeburgske halvkugler eller Guerickes halvkugler blev brugt i flere berømte vakuum-demonstrationsforsøg fra midten af 1650'erne. Halvkuglerne, der var fremstillet af kobber og med matchende kraver, blev sat sammen og pumpet næsten lufttomme og kunne pga. undertrykket herefter kun adskilles under brug af betydelig kraft.

## Historisk
Forsøgene blev udtænkt og udført af Magdeburgs borgmester Otto von Guericke, der som forudsætning tillige havde opfundet vakuumpumpen omkring år 1650. Ved den bedst kendte udgave af forsøget, der blev udført i Magdeburg fra 1661, pumpedes luften ud af et par tætsluttende große Magdeburger Halbkugeln (store magdeburgske halvkugler) med en diameter på 60 cm. Derefter spændtes 16 heste for, der skulle forsøge at overvinde vakuummet og hive halvkuglerne fra hinanden – hvilket normalt ikke lykkedes.

## Forklaring
Halvkuglerne blev sat sammen og holdt gastætte ved at smøre kraverne med fedt. Når disse halvkugler blev pumpet rimeligt lufttomme, kunne halvkuglerne for det meste ikke trækkes fra hinanden af heste.
Forsøget er en genial måde at vise atmosfærens lufttryks virkning på, i jordhøjde.
Halvkuglernes diameter ved kravesamlingen er 22 tommer hvilket er ca. 0,56 meter. Kraften i Newton kan beregnes ved at beregne halvkuglernes tværsnitsareal ved kravesamlingen og gange med trykforskellen i Pascal (=Newton/meter^2) mellem omgivelsernes tryk og trykket indenfor halvkuglerne.
Antagelser: 
- Atmosfærens tryk ved jordhøjde er ca. 1 atmosfære = 101325 Pascal.
- Lufttrykket indenfor halvkuglerne efter vakuumpumpning er 0 Pascal.

{\displaystyle cirkelareal=\pi *radius^{2}=\pi *(0,56/2)^{2}ca.=0,25meter^{2}}
{\displaystyle kraft=0,25meter^{2}*(101325-0)Newton/meter^{2}ca.=25.000Newton}
Hvad betyder det?
Det kan eksemplificeres med en masse beregnet via Newtons anden lov:
{\displaystyle kraft=masse*acceleration}, og her er accelerationen tyngdeaccelerationen på ca. 10m/s^2
{\displaystyle gravitationskraft=masse*tyngdeaccelerationen\Leftrightarrow masse=gravitationskraft/tyngdeaccelerationen}
Masse der skal til at trække halvkuglerne fra hinanden ved jordoverfladen med massen fortøjet til den nederste halvkugle og den øvre halvkugle fortøjet til et stativ:
{\displaystyle masse=gravitationskraft/tyngdeaccelerationen=(25.000Newton)/(10m/s^{2})=2.500kg}